# Nu2 Canis Majoris
Título a ser usado para criar uma ligação interna é Nu2 Canis Majoris.
Nu2 Canis Majoris (Yějī (野雞), 7 Canis Majoris) é uma estrela na direção da constelação de Canis Major. Possui uma ascensão reta de 06h 36m 41.00s e uma declinação de −19° 15′ 20.6″. Sua magnitude aparente é igual a 3.95. Considerando sua distância de 65 anos-luz em relação à Terra, sua magnitude absoluta é igual a 2.46. Pertence à classe espectral K1III+.... Possui um planeta confirmado.